# Tîhîi Hutir, Jașkiv
Tîhîi Hutir (în ucraineană Тихий Хутір) este o comună în raionul Jașkiv, regiunea Cerkasî, Ucraina, formată numai din satul de reședință.

## Demografie
Componența lingvistică a comunei Tîhîi Hutir
     Ucraineană (99,25%)
     Alte limbi (0,75%)
Conform recensământului din 2001, majoritatea populației comunei Tîhîi Hutir era vorbitoare de ucraineană (99,25%), existând în minoritate și vorbitori de alte limbi.